# Coelophysoidea
Celofyzoidi, neboli příslušníci infrařádu Celophysoidea byli skupinou vývojově primitivních, obecně menších a lehce stavěných teropodních dinosaurů. 

## Charakteristika
Šlo zřejmě o kosmopolitní skupinu, rozšířenou v období svrchního triasu až spodní jury na všech kontinentech (resp. ve všech částech Pangey). Dosahovali délky v rozmezí 1 až 6 metrů a hmotnosti v desítkách, maximálně ve stovkách kilogramů. Některé druhy měly výrazný hřebínek na lebce, sloužící zřejmě jako vnitrodruhový prostředek signalizace. Není jisté, zda již byli tito vývojově primitivní teropodi opeření. Některé druhy zřejmě žily nebo se alespoň občasně sdružovaly do početných smeček, jak ukazují jejich hromadné fosilní nálezy. Známé jsou např. rody Coelophysis, Procompsognathus nebo Liliensternus.

## Český zástupce

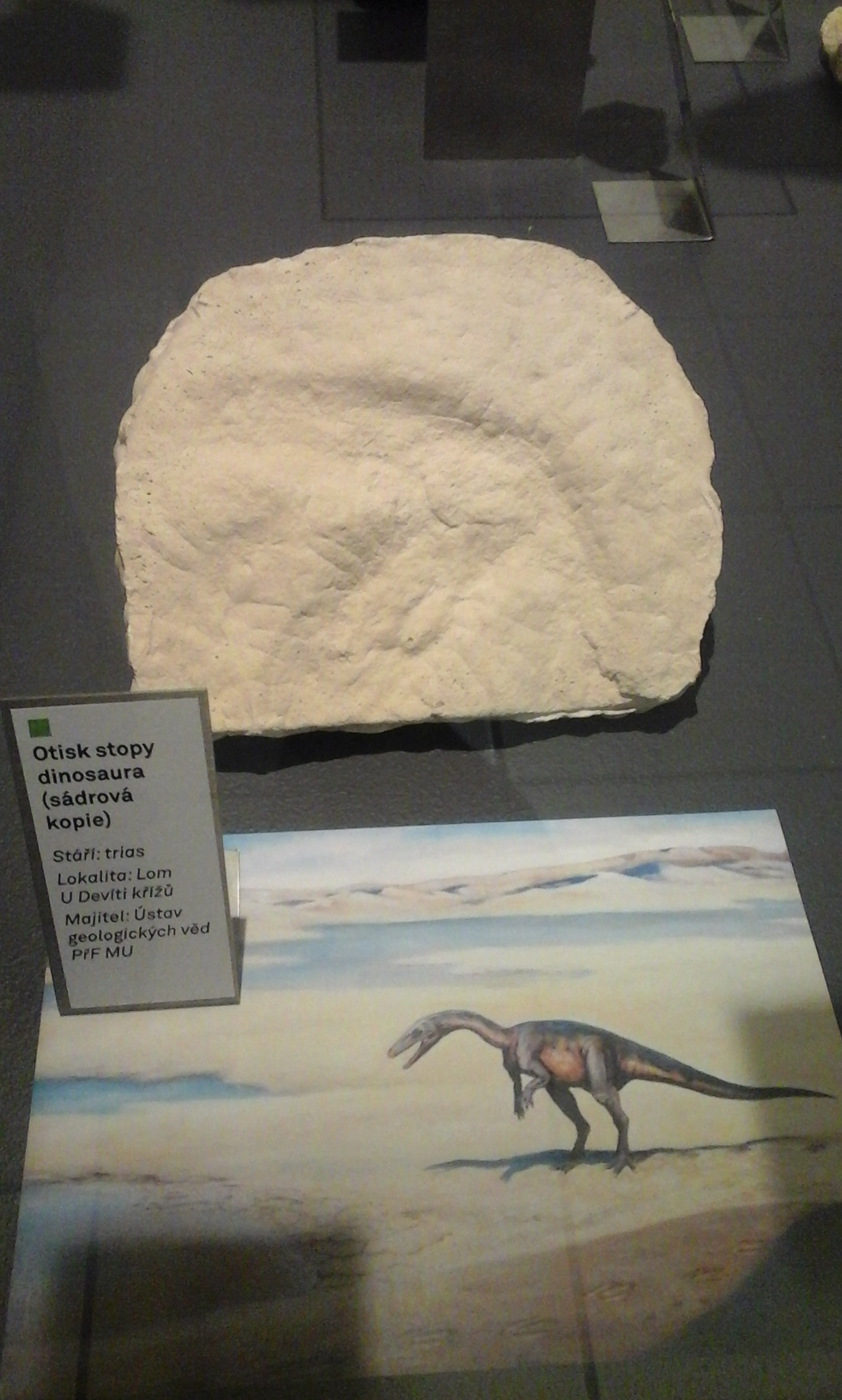
Otisk stopy teropoda od Červeného Kostelce - možného zástupce nadčeledi Coelophysoidea.

V 90. letech 20. století byla v lomu U Devíti Křížů nedaleko Červeného Kostelce objevena menší tříprstá stopa vývojově primitivního teropodního dinosaura, pravděpodobně patřícího do této skupiny. Stopa o délce 14 cm a šířce 18 cm pochází z období svrchního triasu a její stáří činí asi 215 milionů let. Její původce byl menším masožravcem, dosahujícím délky asi 3 metry a hmotnosti zhruba kolem 30 kilogramů. Žil v polopouštní oblasti, podobné současnému území Libye či jiného severoafrického státu. Vegetační pokryv byl velmi sporý a zdroje vody pouze přechodné (vysychající). Více informací o tomto dinosaurovi (nebo možná jen vyspělém dinosauromorfovi) zatím nemáme.

## Taxonomie skupiny
- Nadčeleď Coelophysoidea
  - Dolichosuchus
  - Gojirasaurus
  - Halticosaurus
  - Liliensternus
  - Lophostropheus
  - Pendraig
  - Powellvenator
  - Sarcosaurus ?
  - Velocipes ?[2]
  - Čeleď Coelophysidae
    - Camposaurus
    - Panguraptor
    - Podokesaurus
    - Procompsognathus
    -  ?Pterospondylus
    - Segisaurus
    - Podčeleď Coelophysinae
      - Coelophysis
      - Megapnosaurus (Syntarsus)

### Česká literatura
- Socha, Vladimír (2020). Pravěcí vládci Evropy. Kazda, Brno. ISBN 978-80-88316-75-6. (str. 138-143)